# Antel Eventos
Antel Eventos es un canal de streaming de Antel TV perteneciente a la empresa telefónica estatal uruguaya. Tiene una amplia transmisión deportiva, musical, ciencia, tecnología, cultura y series, tanto nacional como internacional.

## Historia
Creado en 2013 bajo la denominación de Vera + y como una señal propia de la plataform Vera TV, una plataforma de streaming con canales gratuitos basada en una preexistente llamada Adinet TV, que también era propiedad de la compañía. 
Vera+ además de estar dentro de la plataforma Vera TV, independientemente desde su inicio cuenta con su propio sitio web y aplicación, desde donde se accede al contenido bajo demanda y ventanas adicionales en directo.
El proyecto Vera TV se potencia como parte de una estrategia comercial en la cual los servicios de internet de alta velocidad basados en la tecnología 4G serían comercializados bajo la denominación de Antel Vera, por ende, la creación de Vera TV y Vera +.
Vera TV cuenta con convenios con QubitTV, Netflix, la NBA TV y Spotify donde los clientes de los planes Antel Vera pueden suscribirse con descuentos en la cuota.
Durante los primeros meses la programación de Vera + fue principalmente cultural y orientada a la ciencia y tecnología, esto hasta la compra por parte de Antel de los derechos del mundial de fútbol de 2014, poniendo al canal en el mapa mediático y teniendo como consecuencia la conversión de Vera + en un canal generalista.
El 23 de agosto de 2023, tanto Vera, como Vera + la compañía realizó el relanzamiento de las plataformas  y presentó sus nuevas denominaciones. Desde ese día, Vera + paso a llamarse Antel Eventos.

## Programas

### SeriesUY
SeriesUY es un fondo para el incentivo de la ficción en Uruguay. Cuenta con apoyo de varias instituciones estatales y sus proyectos ganadores se estrenan en simultáneo por Vera +, Televisión Nacional de Uruguay y TV Ciudad.
- Todos detrás de Momo (estrenada): Néstor, un policía amante de la murga es asignado a infiltrarse en una de ellas. Gabi, su compañera, descubrirá que en el mundo del carnaval montevideano, no todos tienen un solo antifaz.
- Gris (a estrenar en 2020): un policial que cuenta con una mujer detective como protagonista y gira en torno al narcotráfico, la corrupción y la trata de personas en Uruguay

### Ciencia y Tecnología
- Vera + Actualidad: Todos los días surgen nuevos dispositivos y servicios que nos facilitan el trabajo, potencian nuestra educación y hacen más placentero el entretenimiento.
- Shapers of Tomorrow: Desde los grandes descubrimientos hasta nuevas tecnologías, hombres y mujeres trabajan incansablemente para mejorar nuestro futuro.
- Sobre Hombros de Gigantes es una serie de divulgación que recorre diferentes áreas del desarrollo científico-tecnológico y su relación con los temas de investigación e innovación en Uruguay.
- Serial Testers: Científicos experimentan creencias populares con seriedad, algunos curiosos audaces y con mucho humor, establecen increíbles experimentos para derribar las creencias populares comunes y desmitificar o confirmar ideas comunes.
- Planet Home: Hay personas inspiradas que viven en un mundo sostenible entre la contaminación y el cambio climático. Otros predicen el apocalipsis y otros están construyendo el futuro. Ellos son los héroes de Planet Home y ya tienen soluciones para viviendas en el futuro.
- 2077, 10 segundos para el futuro: Serie que muestra las transformaciones en tecnología, ciencia, y relaciones interpersonales que sufriremos en las próximas décadas a causa del ritmo de desarrollo exponencialmente acelerado que estamos experimentando. Es una mirada a la vida humana 60 años hacia el futuro, contando con la participación del físico teórico Michio Kaku y el exdirector de la NASA Pete Worden, entre otras reconocidas personalidades.
- Coloquios de Física es un ciclo de charlas de divulgación científica organizadas por el Instituto de Física de la Facultad de Ingeniería de la UDELAR con el apoyo de Antel y la Sociedad Uruguaya de Física. Las charlas tienen una frecuencia mensual y son dictadas habitualmente en el anfiteatro del edificio polifuncional “José Luis Massera”. En el 2019, el ciclo esta coorganizado por Antel, sumando como escenario el auditorio Mario Benedetti del Complejo Torre de las Telecomunicaciones.
- La vida deseada de Gaspard: Agathe Lecaron acaba de tener a su primer hijo y decide aprender más sobre el mundo donde crecerá Gaspard. Viajará a diferentes países para encontrar a científicos y emprendedores que estén inventando el mundo del mañana.
- Mi vida Conectada: Un programa sobre tecnología para el público adolescente, cuatro jóvenes buscan entender cómo evoluciona la tecnología con el correr del tiempo.
- Hacer conCiencia es un ciclo de charlas y talleres organizados por Antel que apunta a fomentar las vocaciones científicas y a divulgar el apasionante campo de las ciencias a toda la ciudadanía. Las actividades son realizadas por referentes nacionales e internacionales, y en ellas participan niños, niñas, jóvenes y adultos.
- Futuros Posibles es un ciclo de charlas de divulgación organizadas por Antel que presenta temas de prospectiva tecnológica claves en la evolución de nuestro mundo. Es un espacio dedicado a la reflexión sobre las últimas tecnologías, sus potenciales ventajas y desventajas, y las expectativas y preocupaciones que de ellas surgen tanto en el ámbito social, económico y político.

### Cultura
- El Origen es un proyecto audiovisual que propone un viaje al nacimiento de la República Oriental del Uruguay. A partir de un formato periodístico novedoso y recursos técnicos innovadores, Facundo Ponce de León explica los acontecimientos que determinaron el origen de Uruguay, pero también nos muestra cómo se vivía por ese entonces. Entrevistas en profundidad, documentos y mapas de la época, historias mínimas que se entrelazan con los grandes relatos que moldearon nuestra identidad.
- Ballet Nacional del Sodre. Grandes historias contadas por los artistas en entrevistas exclusivas, el detrás de escena de sus principales obras y toda la magia que la danza nos puede brindar.
- Divino Tesoro: Salvador Banchero dialoga con mujeres y hombres de largo recorrido en el hecho de vivir, para reflexionar sobre el pasado, el presente y nuestro futuro.
- De Parranda: Un programa que busca rescatar nuestras tradiciones y costumbres que hacen a la identidad cultural de nuestro país. Interesa contar las mejores historias para realizar un aporte a nuestra sociedad.
- Creadores del Carnaval es un programa que explora cómo se construyen los espectáculos de la mayor fiesta popular del Uruguay. El proceso creativo de los creadores del carnaval: libretistas, coreógrafos, vestuaristas, maquilladores, arregladores corales y mucho más. ¿Cómo se planifica un espectáculo? ¿En qué se inspiran? ¿Cómo se relacionan los distintos rubros creativos? Desafíos, sueños y emociones en el testimonio de los ocultos protagonistas que año a año crean un nuevo carnaval.
- Héroes de la Comunidad: Serie documental que muestra a distintos integrantes de la comunidad, que trabajan por el bienestar de todos, particularmente de los menos protegidos, los que necesitan ayuda, comprensión y contención.
- Minuto Vera+: Figuras del deporte, la música y la cultura se toman un minuto para responder las preguntas de Vera+.
- Contá en corto es un concurso de cortometrajes dirigido a jóvenes de todo el país. El objetivo es promover la participación, la reflexión y el debate de las personas jóvenes sobre temas que les afectan de su entorno y asegurar la creación de herramientas de difusión y sensibilización. El formato audiovisual otorga flexibilidad a las personas jóvenes para expresar y presentar sus ideas de manera creativa.
- Agarrate Catalina Gira Mundial: Agarrate Catalina es la murga más premiada y convocante de los últimos quince años. En 2014 la murga emprende su primera gira mundial, que la lleva a recorrer los cinco continentes. A través de esta serie se puede vivir desde adentro toda la gira con la murga.
- Visita Guiada: Desde el año 2013 el Consejo de Educación Inicial y Primaria viene realizando el programa “Visita Guiada”, en el marco de un conjunto de acciones pensadas para transmitir lo mucho que la escuela pública hizo, hace y seguirá haciendo por la formación de personas íntegras e independientes. A través de Visita guiada, personalidades de diversos ámbitos vuelven a la escuela que los vio crecer, recorriendo sus instalaciones, rememorando viejas anécdotas y, fundamentalmente, siendo guiados por alumnos actuales de la escuela. Del ciclo participan diversos protagonistas de la música, los medios, la vida social y la cultura.
- Vivencias: Ciclo de entrevistas en profundidad con destacadas figuras de la sociedad uruguaya conducido por Andrea Calvete.
- El Revés de la Trama: El documental producido especialmente por Vera+ nos acerca la vida y obra de Ernesto Aroztegui.
- + Carnaval  incluye una coobertura de ensayos, entrevistas exclusivas realizadas por Juan Castel, información sobre los conjuntos que compiten, contando también la historia de las diferentes categorías.
- Mi barrio: Conocer los barrios de Montevideo desde la mirada y las anécdotas de personalidades de la cultura uruguaya. De la mano de Karina Vignola, en cada capítulo caminamos por un barrio diferente y visitamos lugares emblemáticos mientras conversamos con un invitado que será anfitrión en el recorrido.
- A la Vuelta: Los hermanos Kronfeld muestran el Uruguay desde adentro, recorriendo los 19 departamentos, mostrando lugares y personajes únicos de cada rincón del país.
- Business Club: Programa inédito, de actualidad empresarial. Cuenta con entrevistas a distintas figuras nacionales e internacionales, para compartir experiencias, inquietudes, dificultades y aciertos, en el escarpado camino de los negocios de modo innovador, fresco y dinámico.
- Documentales de Uruguay Natural TV Ofrece videos turísticos y culturales del Uruguay. Promociona conocer su gastronomía, playas, museos, termas, hoteles, deporte, turismo rural y departamentos.

### Música
- Suena+: El programa musical de vera+, con los temas más escuchados y entrevistas a distintos artistas de la escena musical uruguaya. Conducido por Noelia Campo.
- Playlist: ¿Qué música escuchan los músicos? Los invitados explican sus mundos sonoros y aportan elementos para una escucha atenta sobre las canciones seleccionadas. Artistas de diferentes géneros transmiten sus gustos y conocimientos sobre el campo musical, con la finalidad de brindar una experiencia exploratoria que lleve a conocer distintas dimensiones de la música.
- Ciclos Antel MUS 360: MUS es el primer servicio uruguayo de streaming de música y en los programas del ciclo Antel MUS 360 los músicos uruguayos se hacen escuchar.
- PULSE es una plataforma multimedia enfocada en la música electrónica que comprende eventos, redes sociales, radio (FM y en línea), sello discográfico, TV y sesiones de streaming a través de Vera+.

### Deportes
- Vera Basket, pódcast sobre la NBA conducido por Carlos Tanco.
- 1000xhora, un programa de autos en general: clásicos, nuevos modelos, coberturas e informes del Automovilismo Nacional e Internacional. Motos para todos los gustos, tuning y alta cilindrada. Diseño Automotriz, toda la adrenalina "Al Límite", espacio de seguridad y técnicos.
- Ensalada Rusa: Aldo Cauteruccio, el chef de la selección uruguaya, recibe a diversas personalidades uruguayas vinculadas al espectáculo o el fútbol para conocerlos un poco más y compartir anécdotas y curiosidades.
- Eterna Celeste: Una visita al Museo del fútbol en el Estadio Centenario para difundir el patrimonio futbolístico de la selección uruguaya de fútbol. Entrevistas al guía y a turistas presentes que cuentan por qué visitan ese museo, una visita especial a la Torre de los Homenajes y su historia.
- El fútbol no siempre fue así hace un racconto de la evolución del fútbol y sus elementos a través de la historia.
- Crónicas Mundialistas: Las grandes estrellas, memorables equipos, goleadores, y los que han dejado su legado. Una narración para revivir los mejores momentos de la Copa del Mundo de la FIFA.
- Charlas por el camino: Un ciclo propuesto por Fundación Celeste con el apoyo de Antel. Se trata de una serie de charlas que tienen como denominador común incentivar la motivación y el liderazgo, basándose en las experiencias y aprendizajes de jugadores, exjugadores, el director técnico Óscar Tabárez y otros profesionales vinculados a la selección. Moderado por Facundo Ponce de León, desde el auditorio Mario Benedetti de la Torre de las Telecomunicaciones.
- One to eleven: Once ciudades. Once historias increíbles. Once momentos inolvidables que explican por qué es tan especial la Copa Mundial de la FIFA.
- Fuera de temporada: De cara a un nuevo campeonato de la NBA, todas las novedades para estar al día al comienzo de la temporada regular: el draft, pases, jugadores debutantes, sorpresas y los planteles finales. Con el análisis de Santiago Díaz y Gabriel Mordecki.
- Olas y Vientos: Surf, skate, motocross, carreras de aventuras, parapente, y más. Siempre mostrando paisajes y entrevistando deportistas en su entorno.
- La Previa de Rusia: Las figuras de vera+ en la Copa Mundial de la FIFA se reúnen en un programa de debate y análisis sobre el futuro de la celeste en Rusia 2018.
- La Penca del Mundial: El equipo periodístico del canal se animó a batirse a duelo mediante pronósticos y jugadas afirmaciones. Los detrás de cámara ocurridos durante “La Previa de Rusia” que tuvieron a la penca como hilo conductor. Discusiones, bromas, conversaciones, bailes, chistes y toda la interna del grupo que transmitió el mundial de Rusia 2018.

### Infantiles
- ¡Bob el Constructor se ha renovado! Su base es la misma: sigue siendo el mejor y más cálido amigo que cualquier preescolar querría tener, pero ahora es más fuerte, más divertido, más dinámico, más ágil y con muchas más aspiraciones. Desde la punta de su casco amarillo hasta la punta de sus gruesas botas de constructor... ¡Bob está listo! Ningún proyecto le resulta muy grande. Ningún problema le resulta muy difícil de resolver. Bob está repleto de ideas nuevas y formas emocionantes de realizarlas.
- Martha habla: La historia trata de que Martha, una perra normal, pudo hablar cuando su dueña, Helena, le dio sopa de letras un día, al apresurarse para jugar con sus amigos Truman y Toni. En el esófago, el alfabeto de la sopa de letras perdió el camino, llegando al cerebro formando las palabras, dándole a Martha la habilidad de hablar. Martha necesita la sopa de letras ya que si no la come pierde su habilidad de hablar. Así la serie es formada por historias que son ilustradas con definiciones de varias palabras.
- Super why!: En la Villa del Cuento, un mundo mágico detrás de los estantes de tu biblioteca, los Superlectores, Caperucita, Puerquito, la Princesa Guisante y Whyatt, vuelan dentro de los libros para buscar las respuestas a sus muchas preguntas.
- Aventuras en Tutti Frutti, derivada de la querida serie Frutillita, tiene lugar en la fantástica y colorida comunidad de Ciudad Tutti Frutti. Como en todas las comunidades, los ciudadanos de Ciudad Tutti Frutti viven y trabajan juntos para que la comunidad siga funcionando. Tienen empleos, dirigen negocios, se ayudan entre sí para solucionar problemas personales y de la comunidad, y celebran los éxitos personales y de la comunidad. Y como en todas las comunidades del mundo, a veces tienen que lidiar con conflictos del grupo e interpersonales. ¡Pero el espíritu de amistad y buena voluntad siempre triunfa en Ciudad Tutti Frutti!
- Rastaratón: Cuando las cosas salen mal en Mouseland, el presidente Wensley Dale siempre pide el auxilio del equipo de Easy Crew. Y es entonces cuando Rastaratón, Scratchy y Zoomer cuelgan sus guitarras, dejan el estudio de grabación Nuff Song Studio y se disponen a averiguar qué sucede. Casi siempre hay un misterio en puerta que hay que resolver o algún criminal que hay que capturar. Trabajando juntos, el equipo de Easy Crew siempre logra solucionar el problema. Y si hay algún criminal que capturar, Rastaratón se asegura de que sea el arrepentimiento y no el castigo lo que esté a la orden del día. Cualquiera haya sido el problema, ¡con amor y respeto Rastaratón siempre hará que las cosas vuelvan a la normalidad!
- Matemonstruos: En Monstrovia, un extraño pueblo alpino, habitan los personajes de esta serie en casas un tanto peculiares - algunas son refrigeradores, otras alfombras, televisores y hasta aspiradoras. En este lugar, monstruosamente revuelto y con problemas de monstruos únicos, no se le da mucha importancia a la ley de la física, la matemática, el sentido común y la higiene personal. Monstrovia necesita ayuda, y los matemonstruos están ahí para brindar toda su colaboración.
- Caillou es un pequeño niño de 4 años con una gran imaginación. Vive todas las maravillas de la niñez como cualquier otro niño: ir a la escuela, adoptar una mascota, practicar un deporte o pasar tiempo en familia.
- Bernard es un oso polar torpe y algo egoísta que viaja por el mundo haciéndose querer. Si algo le puede salir mal, le saldrá peor, y es que cosas tan simples como hacer una foto o correr por el campo pueden convertirse en el mayor de los enredos con él. La vida no será igual después de verla con sus ojos.
- Mecanimales: Rex, Unicorn, Komodo, Sasquatch y Mouse, son 5 amigos Mecanimales que viven en un mundo de piezas intercambiables donde todo, incluso ellos, pueden cambiar de forma (o transformarse).
- Bo en acción promueve un estilo de vida activo entre los más pequeños. Bo es un heroína curiosa, positiva y súper energética que, junto a su dragón Dezzy, invita activamente a los niños en casa a que se unan a sus aventuras e imiten sus movimientos.
- Zoobabu es la primera serie de animación creada para Televisión con tecnología de 3D estereoscópico. En cada capítulo los pequeños de la casa tratan de adivinar los animales que esconde la simpática caja. A través de preguntas y pistas, la caja se irá transformando en el animal en cuestión. Son cientos de animales que pueden salir, desde una medusa, hasta una lagartija, pasando por un león. A través de las preguntas y las adivinanzas, la serie pretende hacer que los niños y niñas interactúen con ella. En cada episodio los más chiquitos tendrán que adivinar qué animal se esconde.
- Minchi es una lagartija curiosa y alegre. Es la mascota de Dani, un niño de 8 años, y vive en un terrario tecnológico, un espacio siempre conectado al mundo. En sus aventuras, Minchi recorre infinidad de lugares gracias a su computadora y su tableta para enseñarle a su dueño, y a todo el que quiera asomarse al terrario, cuestiones relacionadas con la naturaleza y el medio ambiente. Pero además, Minchi sueña con ser actriz, por eso, en ninguna de sus aventuras pueden faltar los disfraces, los bailes y las canciones. Minchi es una serie que combina marionetas, animación e imagen real para acercar a los niños valores ecológicos y contenido educativo de una forma divertida, con música y canciones. Conéctense y descubran el mundo de la mano de Minchi y sus aventuras.

## Cobertura de eventos

### Deportes

#### Eventos multidisciplinarios
- Juegos Olímpicos de Río de Janeiro 2016[nota 1]
- Juegos Panamericanos de Lima 2019
- Juegos Panamericanos de Toronto 2015[nota 2]
- Juegos Suramericanos de 2018[4]
- Juegos Suramericanos de Playa Rosario 2019

#### Fútbol
- Copa Mundial de 2022[nota 3]
- Copa Mundial de 2018[nota 3]
- Copa Mundial de 2014[nota 3]
- Copa Mundial Femenina de 2019[nota 3]
- Copa Mundial Femenina de 2015[nota 3]
- Copa América 2019[nota 4]
- Copa América Centenario
- Copa América 2015
- Eliminatorias para la Copa Mundial de 2026
- Torneo Preolímpico Sudamericano Sub-23 de 2020
- Copa Mundial Sub-20[nota 3]
- Copa Mundial Sub-17[nota 3]
- Sudamericano Sub-20[nota 2]
- Sudamericano Sub-17[nota 2]
- Partidos amistosos de la Selección Uruguaya de Fútbol.
- Copa Nacional de Clubes de la OFI[nota 5]
- Copa Sudamericana (únicamente primeras rondas de la edición 2019)
- Torneo internacional de fútbol sub-20 de la Alcudia
- Campeonato Sudamericano Sub-20 de Fútbol Playa de 2017
- Torneos de Verano (Copa Antel y otros)[nota 2]

#### Básquetbol
- Copa Mundial de Baloncesto de 2019
- NBA[5]
- Liga de las Américas
- Clasificación de FIBA Américas para la Copa Mundial de 2019[nota 1]
- Liga Uruguaya de Básquetbol[nota 2]
- Liga Uruguaya de Ascenso[nota 2]
- Campeonato Sudamericano de Baloncesto
- Torneos infantiles Jr. NBA en Uruguay
- Torneos amistosos

#### Tenis
- Copa Davis
- Fed Cup
- Uruguay Open[nota 2]

#### Rugby
- Americas Pacific Challenge[nota 6][6]
- Rugby uruguayo[nota 6]

#### Automovilismo
- TCR Europeo
- Turismo Carretera
- AUVO[nota 2]
- Gran Premio de Montevideo de Karting[nota 2][7]

#### Natación
- Campeonato Mundial de Natación de 2019

#### Balonmano
- Finales sénior de la Federación Uruguaya de Handball.[nota 2]

#### Ciclismo
- Vuelta Ciclista del Uruguay[nota 2][8]
- Rutas de América

#### eSports
- ESL One

1. ↑  «Vera+ transmitirá el Mundial de Rusia 2018 en 4K para móviles». El Observador. 20 de abril de 2018. Consultado el 26 de julio de 2019.
2. ↑  «Antel lanzó nueva aplicación». El País (Uruguay). 23 de agosto de 2022. Consultado el 25 de mayo de 2023.
3. ↑  «Uruguay también se suma al mundo de las series». TodoTVNews. 20 de septiembre de 2018. Archivado desde el original el 3 de agosto de 2019. Consultado el 3 de agosto de 2019.
4. ↑  «Juegos ODESUR 2018 en directo por VERA+». Semanario Centro. 28 de mayo de 2018. Consultado el 26 de julio de 2019.
5. ↑  «Antel transmite contenidos exclusivos de la NBA en aplicación vera+». Presidencia de la República (Uruguay). 30 de octubre de 2015. Consultado el 26 de julio de 2019.
6. ↑  «ANTEL promueve la democratización del deporte con la transmisión por Vera+ y Vera Tv del torneo internacional de rugby Americas Pacific Challenge». Coalición por una Comunicación Democrática. Octubre de 2016. Archivado desde el original el 27 de julio de 2019. Consultado el 26 de julio de 2019.
7. ↑  «GP de Montevideo: por Antel Vera y Vera+». Federación Uruguaya de Karting. 20 de octubre de 2017. Archivado desde el original el 26 de julio de 2019. Consultado el 26 de julio de 2019.
8. ↑  «Lanzamiento de la 76° Vuelta Ciclista del Uruguay». Antel. 10 de abril de 2019. Consultado el 27 de julio de 2019.

### Música
- Desfiles y concurso oficial del carnaval uruguayo. (En simultáneo con Tenfield)
- Inauguración del Antel Arena
- Antel Fest
- Festival Internacional de la Música Tropical (Trinidad, Flores)
- Festival Internacional de Jazz de Punta del Este
- Jazz a la calle (Mercedes, Soriano)
- Antel Sunset (La Balconada)
- Fiesta Nacional del Mate (San José)
- Festival Nacional de Folclore (Durazno)
- Gutenberg (Sebastián Bednarik y Andrés Varela)
- No Te Va Gustar: Otras canciones
- Concierto de Buitres en Antel Arena[1]
- Ciclo de conciertos "Grandes Solos" (2015)

### Otros eventos
- Demolición del Cilindro Municipal
- Inauguración del cable submarino Uruguay-Brasil-EE. UU.
- Congreso Marketers
- Jornadas Nacionales de Telecomunicaciones
- Enlace 360
- EdTech Winter School
- Congreso Building Marketers
- Data Center Summit
- Ingeniería deMuestra
- Jornadas de Informática de Actualización Profesional
- Programa de Formación de Habilidades Exportadoras de Uruguay XXI
- TEDx Montevideo
- Almuerzos de trabajo de la Asociación de Dirigentes de Marketing del Uruguay (ADM)
- E-marketers
- Encuentro Emprendedores y Pymes
- Gamelab Uruguay
- Level UY
- Mediamorfosis
- Día Internacional de las Niñas en las TIC
- Programa Entorno Virtual de Aprendizaje (ProEVA)
- Repensar la educación para un futuro en construcción
- Seminario Taller PRODEM
- Internet de las cosas: Primer Fiware Workshop de América Latina
- Salón de la Movilidad Eléctrica y Ciudades Inteligentes
- Marketing Day
- Social Media Day
- Digital Bank - Encuentro de Innovación Financiera
- Programa de Incubación de Empresas Electrónicas Innovadoras
- Flumarketing
- Hackathon Seguridad Social BPS
- DUy
- Semana de la Energía (OLADE)
- Innova - LATU
- UY!CG